# Янсон-Манизер, Елена Александровна
Елена Александровна Янсон-Манизер (17 января 1890, Петергоф, Санкт-Петербургская губерния — 21 сентября 1971, Москва) — советский скульптор и художник, жена советского скульптора Матвея Манизера.

## Биография
В 1911 году, окончив гимназию, поступила на частные архитектурные курсы Е. Ф. Багаевой в Санкт-Петербурге.
В 1914 году поступила на архитектурный факультет Политехнического института Санкт-Петербурга. В 1917—1921 годах училась на архитектурном факультете Петроградских государственных свободных художественно-учебных мастерских (ПГСХУМ). В 1921—1922 — там же, но под вывеской Высшие художественно-технические мастерские (ВХУТЕМАС). В 1922—1925 — там же, но под вывеской Высший художественно-технический институт (ВХУТЕИН), скульптурный факультет, у Матвея Манизера. Стала его женой в 1926 году.
Участвовала в конкурсе проектов памятника Владимиру Ленину у Финляндского вокзала (1924), получила пятую премию.
Окончила ВХУТЕИН в 1925 году, представив на защите дипломной работы четыре скульптурных произведения.
Член Ассоциация художников революционной России (АХРР) (с 1925 года).
Участвовала в выставках с 1926 года.
Умерла 21 сентября 1971 года в Москве; похоронена на Новодевичьем кладбище, рядом с мужем (уч. 6).

## Семья
- Супруг — Матвей Генрихович Манизер — скульптор.
- Сын — Гуго — советский и российский художник.

## Творчество
Работала в стилях: миниатюрная скульптура, портреты, монументально-декоративные рельефы, медали, станковые композиции.
Автор статуэток «Старт в воду», «Баскетболистка», «Ядротолкатель» (1926), которые в 1930-х годах были увеличены, отлиты в бронзе и установлены в парках культуры и отдыха Москвы и Ленинграда. Автор скульптурной группы «Две физкультурницы» (1937).
Участвовала в оформлении станции метро «Динамо», создала 24 сюжета круглых фарфоровых рельефов, посвящённых разным видам физкультуры и спорта.
Исполнила статуи и скульптурные портреты трёхкратной чемпионки мира по конькобежному спорту Марии Исаковой и легкоатлетки Александры Чудиной.
Создала 16 барельефов на тему многонационального СССР и рельефный портрет Иосифа Сталина в окружении знамён на станцию метро «Добрынинская» (1949).
Любимая тема — изображение танца. Создала серию (1934—1937) из семи скульптур на тему балетов «Лебединое озеро», «Бахчисарайский фонтан», «Ромео и Джульетта», «Египетские ночи» и др.
Изображала Майю Плисецкую в её ролях из балетов «Раймонда», «Каменный цветок» и других (в том числе для памятных медалей 1964 года — «Дон Кихот», «Легенда о любви»), в номере «Умирающий лебедь». По мнению балетного критика Н. Рославлевой, «пожалуй, ни одна фотография не даёт такого представления о пластической гибкости балерины, о выразительности её тела, как эти скульптуры».
Неоднократно для Янсон-Манизер позировала народная артистка СССР Светлана Адырхаева.
Исполнила для ЛФЗ (1950-е) серию статуэток «Гирей сидящий», «Гирей с плащом», «Зарема с зеркалом», «Зарема с кинжалом», «Мария с шарфом», «Мария сидящая». Часть выполненных в фарфоре статуэток позднее была повторена в чугуне. Скульптуры «Зарема — балерина Каминская», «Майя Плисецкая в танцах персидок», «Испанка с веером» с большим успехом тиражировались (конец 1950-х — 1980-е) в Каслях и Кусе.
В 1950—1960-е годы выполнила надгробия артистов балета Василия Тихомирова и Леонида Лавровского, актёра Ивана Берсенева.
Скульптура «Девушка с букетом», она же в других источниках «Привет», «Пионерка», «Девушкой с цветком», «Привет победителям» была установлена в 1939 году на пересечении Приморского проспекта и Приморского шоссе. Из-за строительства трассы ЗСД в 2011 году монумент был демонтирован. В 2014 году вновь установлен на новом месте в Ольгине, западнее Лахтинского проспекта, 149 под названием «Привет».
Скульптура служила ориентиром людям в тяжёлые годы блокады, была установлена на возвышении и хорошо видна.

## Произведения Янсон-Манизер находятся в коллекциях
- Красноярский государственный художественный музей им. В. И. Сурикова

## Награды и премии
- Пятая премия в конкурсе проектов памятника Владимиру Ленину у Финляндского вокзала (1924).

Присвоено звание заслуженного деятеля искусств РСФСР (1968).

## Галерея работ

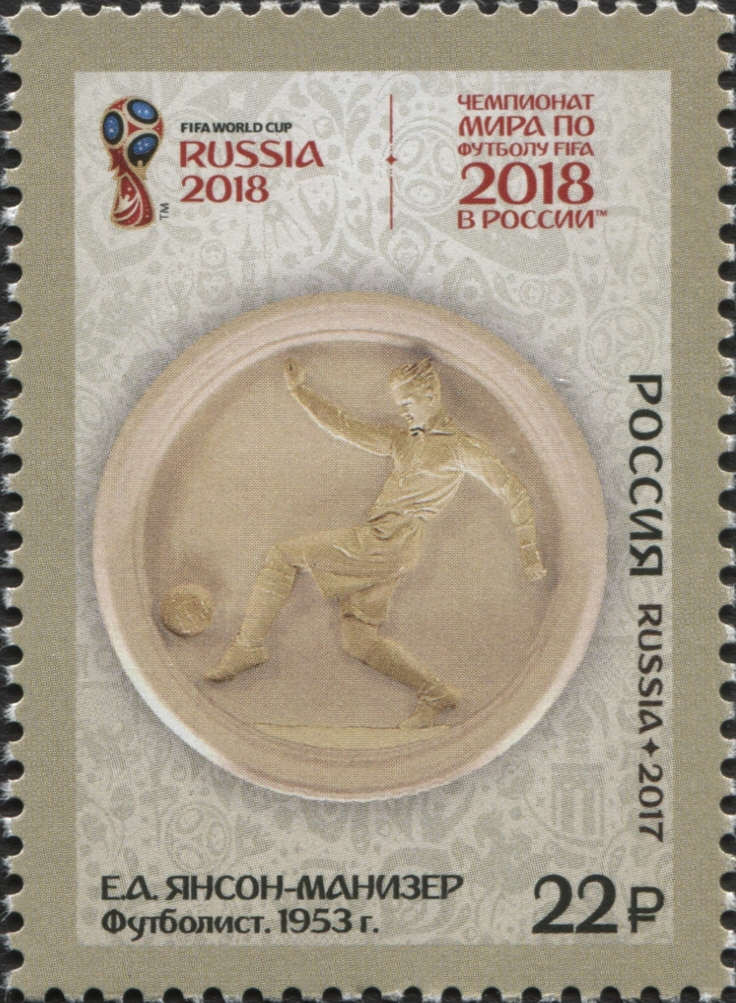
Барельеф «Футболист» (1953) на почтовой марке России 2017 года
Могила Тихомирова на Новодевичьем кладбище Москвы
Могила Берсенева на Новодевичьем кладбище Москвы

## Фильмы
- Научно-популярный фильм: «Скульптор Янсон-Манизер» (режиссёр Владимир Томберг), 1968 год.
- Документальный фильм «Путь в большой балет», 1961: один из эпизодов снят в мастерской Янсон-Манизер[2].